# Нестерова, Елена Валентиновна
Еле́на Валенти́новна Не́стерова (4 мая 1972, Москва, СССР) — российский писатель-фантаст, поэтесса, сказочница, журналист. Член Союза писателей России. Член Союза журналистов России.

## Биография
Родилась в Москве. Высшее педагогическое образование МОГПИ им. Н. К. Крупской (1989—1995). Член Союза писателей России с 2011 года, член Московского литературного фонда с 2011 года, член РТСРК с 2012 года, член Союза журналистов Москвы с 2012 года, член Союза журналистов России с 2012 года, член-корреспондент Российской Академии Поэзии с 2014 года. Как журналист сотрудничает с газетами «Литературная Россия», «Московский Вестник Культуры», с журналом «Поэзия», с альманахом «Академия Поэзии» и др.

### Фантастические романы
2010 год — Только ты знаешь дорогу к небу!
- Первая книга — «Золотой город»
- Вторая книга — «Подари мне жизнь»

2011 год — «Отель для Призраков»
2013 год — «Рай?!»
2014 год — «Отель для Призраков-2»
2017 год — «10 способов убить Меня!»
2022 год — «Отель для Призраков (Изд. 2-е, переработанное и дополненное)»
2022 год — «В чёрной воде»

### Поэтические сборники
2011 год — «Осколки моей души»
2012 год — «Шоколадное сердце»
2013 год — «Сколько лет Сентябрю?»
2018 год — «Обнуляюсь»

### Книги для детей
2013 год — «Сказки для тех, кто верит в Фей» (сказки и стихи для младшего школьного возраста). Книга была включена в лонг-лист премии «Золотой Дельвиг»
2014 год — «Волшебные миры Анфазии Эн» (роман-фэнтези для детей)
2015 год — «Анфазия Эн и трон Эльфийских Королей» (роман-фэнтези для детей)

### Статьи
- Стихи (разные). Журнал «Поэзия», № 11, 2012 год
- Статья «Весёлые сказки». Газета «Литературная Россия», № 4, январь, 2013 год
- Статья «Радовать детей хорошими сказками». Газета «Вестник Московской культуры», № 11, март 2013 год, стр. 4
- Стихи (разные). Газета «Вестник Московской культуры», № 11, март 2013 год, стр. 7.
- Статья «История одного танго». Газета «Литературная Россия» № 16 от19.04.2013
- Статья «Песни без слов». Газета «Литературная Россия», № 22 от 31.05.2013
- Статья «Картины с душою художника». Газета «Вестник Московской культуры», № 12, август 2013 год, стр. 6.
- Статья «Любите своих детей!» Газета «Литературная Россия» №46. от 25 декабря 2015
- Статья «Рождение театра» Газета «Литературная Россия» №46. 29 декабря 2017

## Награды и премии
2011 год — награждена Золотой Есенинской медалью
2011 год — Лауреат премии «Золотое перо Московии»
2012 год — награждена Золотой Пушкинской медалью «Ревнителю просвещения»
2012 год — награждена Большой серебряной медалью Гумилёва
2012 год — Лауреат премии имени Николая Носова (за «Сказки для тех, кто верит в Фей»)
2013 год — награждена Серебряным орденом «Служение искусству»
2013 год — награждена медалью «В память 850-летия Москвы»
2014 год — награждена медалью имени лауреата Нобелевской премии И.Бунина.
2015 год — награждена «Памятной медалью С. Я. Маршак 1887—1964»
2015 год — награждена медалью «В память о 700-летии со дня рождения преподобного Сергия Радонежского»